# Krukmakeriet på Övre Stortorpet
Krukmakeriet på Övre Stortorpet är ett byggnadsminne i Arvika kommun i Arvika socken som förklarades som byggnadsminne av Länsstyrelsen i Värmlands län den 9 februari 1995. Byggnaden fungerar som museum och utställningslokal och hålls öppet sommartid
Byggnaden uppfördes 1874 med Johan Adolf Nilsson som var innehavare av norra delen av den fastighet där byggnaden byggdes sedan 1873. Hans far hette Nils Nilsson och var en välkänd krukmakare i lokalsamhället. Han blev stamfar till några av de senare verksamma krukmakare i och runt Arvika. Johan Adolf Nilsson överlät krukmakeriet till sina söner, Karl Johansson och Samuel Johansson. Flera av Samuel Johanssons skapelser finns i samlingarna på Värmlands museum, hos Värmlands Hemslöjd, Värmlands landsting och ävern hos Arvika kommun. Verkstadsbyggnaden byggdes med flera byggnadssätt: med bräder, tegel och knubb. Den ytttre formen representerar bygdens traditionella ekonomibyggnader. Byggnaden restaurerades  ut- och invändig  1993-94.

## Historisk bakgrund
När näringsfrihetens infördes och skråväsendets avvecklades 1846 flyttades handel och hantverk ut på landsbygden. Arvikas krukmakare flyttade under åren 1850-70-talen ofta till Långvak. Platsen låg några kilometer västerut.  Vid Stortorpet och Sågmon fanns råvara av god kvalitet, brunleran. Samtidigt började man använda amerikanska uppfinnagar som lerpressar och gipsformar. Utvecklingen medförde att krukmakeriet utvecklades i Arvika och inte avvecklades. Produktionen inriktades för på det traditionella hushållskärlen. Med  gipsformar kom tillverkning av blomkrukor och senare prydnadskeramik efter samarbete med formgivare och konstnärer i Rackstadkolonin. 
Nils Nilsson hade 1852 bygget eget hem och en verkstad vid föräldragården Stortorpet. Platsen döptes till Nedre Stortorpet. Nils Nilsson grundade en verksamhet som blev början av en  stor krukmakarsläkt. Vid Övre Stortorpet, uppfördes Johan Adolf Nilsson sitt bostadshus och en krukmakeriverkstad. Verkstaden var två ihopbyggda timmerhus. Verkstaden utökade byggdes till senare i så kallad knubbteknik. En kubbvägg byggdes upp av en vedtrave med murbruk mellan varje varv. Vedens bestämde väggens tjocklek ofta  25-30 cm . Detta infogades i ett ramverk ungefär som korsvirke.
Interiören är väl bevarad med lerförråd, lerpress, elkvarn, drejskivor, lagerbänkar, ved- och brännskjul samt tork-, flat- och elugnar. Detta ger en förståelse för krukmakarnas arbetsmiljö och hantverkets utveckling med olika arbetsprocesser från 1800-talets mitt fram till 1900-talets mitt- Då upphörde tillverkningen som inte längre var lönsam. 
Skyddsföreskrifterna omfattar krukmakeriets exteriör, planlösning, äldre fast inredning samt ett avgränsat område runt verkstaden där inga väsentliga förändringar får ske.